# Acrab
Beta Scorpii (β Sco / β Scorpii) é uma  estrela na constelação de Scorpius. Também é conhecida como Acrab ou Graffias. Um dos nomes desta estrela (Graffias) em grego significa "a pinça". Sua magnitude aparente é de 2,56. Na Bandeira do Brasil ela representa o estado do Maranhão.
Observado com um telescópio pequeno, Beta Scorpii é visto com uma estrela binária. As duas estrelas têm uma separação de 14 segundos de arco, fazendo com que elas estejam a 2200 UA de distância uma da outra. Ambas são estrelas quentes de tipo B, com pelo menos dez vezes mais massa do que o Sol, e espera-se que terminem sua evolução em uma massiva supernova.
Beta-1 Scorpii, a estrela mais brilhante do sistema, tem uma outra companheira a 0,5 segundos de arco, ou 80 UA, de distância. Além disso, ambas Beta-1 Scorpii e Beta-2 Scorpii, são binárias espectroscópicas. O sistema tem no total cinco estrelas.
Devido à proximidade de Beta Scorpii da eclíptica, a estrela pode ser ocultada pela Lua, e muito raramente, por planetas. A última ocultação de Beta Scorpii por um planeta foi em 13 de maio de 1971, por Júpiter.